# Reinhard Kleist
Reinhard Kleist (* 11. února 1970, Hürth) je německý kreslíř a autor komiksů.

## Život a dílo
Reinhard Kleist studoval grafický design na Fachhochschule Münster.
Je autorem řady životopisných komiksů, mj. o Elvisi Presleym (Elvis, 2007, společně s dalšími kreslíři), boxeru Hertzku Haftovi (Der Boxer, 2011) či muzikantu Nicku Caveovi (Nick Cave: Mercy on Me, 2017).
Společně se spisovatelem Tobiasem O. Meißnerem vytvořil komiksovou sérii Berlinoir (2003 atd.)

## Přehled děl (výběr)
(řazeno chronologicky od nejstaršího)
- Minna (1994)
- Lovecraft (1994)
- Das Festmahl (1995)
- Dorian (1996)
- Amerika (1998)
- Fucked (2000)
- Steeplechase (2001)
- Paul (2001)
- Das Grauen im Gemäuer (2002)
- Berlinoir
  - Band 1: Scherbenmund (2003)
  - Band 2: Mord! (2004)
  - Band 3: Narbenstadt (2008)
- Johnny Cash: I See a Darkness (Cash. I See a Darkness, 2006, česky 2016)
- Elvis - Die illustrierte Biographie (2007)
- The Secrets of Coney Island (2007)
- Havanna (2008)
- Castro (2010)
- Boxer: Pravdivý příběh Hercka Hafta (Der Boxer. Die wahre Geschichte des Hertzko Haft, 2011, česky 2015)
- Reinhard Osteroth: 1914. Ein Maler zieht in den Krieg (2014)
- Sen o olympiádě: Příběh Samii Jusuf Omarové (Der Traum von Olympia. Die Geschichte von Samia Yusuf Omar, 2015, česky 2017)
- Nick Cave: Mercy on Me (Nick Cave. Mercy on Me, 2017, česky 2018)